# 蒙西部落
蒙西部落（英語：Munsee；德拉瓦語：Monsiyok）是萊納佩人的一個亞部落，也是萊納佩人的三個分支之一。 歷史上，他們居住在德拉瓦河上游、米尼辛克以及紐約州、紐澤西州和賓夕法尼亞州的鄰近地區。他們在紐約州和紐澤西州的早期歷史中佔有重要地位，是該地區最早遇到歐洲殖民者的原住民族之一。

## 名稱
蒙西部落的名稱也被拼寫為Minsi、Muncee或mə́n'si-w。Munsee源自Minsi，而Minsi又源自於 Min-asin-ink（也稱為Minisink），這個地名的意思是「石頭聚集的地方。」